# LÉ Banba (CM11)
LÉ Banba (CM11) — корабль ВМС Ирландии, служивший с 1971 по 1984 год.

## История
Тральщик типа «Тон», названный HMS Alverton (M1129), был построен для ВМС Великобритании в 1954 году. В 1971 году он был продан Ирландии и вошёл в состав её военно-морских сил, получив имя Banba в честь легендарной королевы из племён богини Дану. Сразу после вступления в строй, корабль, вместе с однотипным Fola, прошёл швартовые и ходовые испытания в Гибралтаре и западном Средиземноморье. После испытаний корабли отправились на новую базу в Ирландию, однако по пути попали в шторм и были вынуждены укрыться в гавани Лиссабона.
В 1984 году корабль был выведен из состава флота и продан в Испанию для разделки на металл.